# رهف المبارك
رهف المبارك كاتبة  وشاعرة من دولة الإمارات ولدت في إمارة رأس الخيمة. حاصلة على بكالوريوس في اللغة العربية وهي عضوة في رابطة اتحاد كتاب وأدباء الإمارات. و رابطة الأدب الإسلامي العالمية وعضو في رابطة الأديبات الإماراتيات.
نظمت رهف المبارك الشعر وفق البحور الخليلية المعروفة، ثم تحولت إلى الشعر الحر. كما كتبت أشعاراً للأطفال ثم تحولت إلى السرد. قارئ قصائد رهف المبارك يتلمس صدقاً ومكنة في التعبير. يقول عنها الناقد السوري د. هيثم الخواجة: (إنها المبدعة التي تكره الثبات وتؤمن بالتطور. متواضعة إلى حد الإدهاش، وصادقة إلى حد التميز. تحب الأرض والوطن، وترتبط بأمها ارتباطاً لا حدود له لكونها سنديانة حياتها. وهي التي ذاقت طعم اليتم وعكسته شعراً في قصائدها وحباً في توجهها للطفولة.) كما يقول الباحث السعودي د.مجدي محمد الخواجي عن شعرها أنها: "تمضي جاهدة في تصوير مكابدتها الحياتية مع الإنسان عموماً بوصفه (رجلاً ..أم طفلًا) في معزوفات شعرية تتخذ من نغم الحزن وترا توقع عليه ألحانها وتفصح عن مكنوناتها. موقنة بأن دور الشاعر خلق دفاعات صامدة ومصدات صلدة أمام قسوة الأحداث، ومرارة الإحباط وانكسار الهزيمة).

## أعمالها
- ديوان إطلالة- لن أنطفئ- شواطئ الفجر- قلبي- عندما يشف اللازورد- مسارات الضوء وعناقيد الحب.
- كما صدر لها للأطفال ديوان: حديقة الألحان،[6] أوتار الشمس، هيا نلون بالأزرق،[7] زايد حبيب الأطفال
- مجموعة (الشمس شربت البحر) قصص.- ديوان (سلام عليها ) - ديوان ( أغنيات بطعم الرمان ).[8]
- صدرت لها قصة ( نجم المستقبل ) وهي قصة خيال علمي للأطفال 2014.[8]
- قصة حلويات المخيم 2015.[8]
- لها قصيدة في منهج الصف الخامس لوزارة التربية والتعليم - الإمارات.

## الجوائز
نالت الشاعرة رهف المبارك عدة جوائز أدبية:
- جائزة المرأة الإماراتية في الآداب من نادي سيدات الشارقة. [بحاجة لمصدر]
- حائزة على جائزة أنجال الشيخ هزاع بن زايد لشعر الطفل العربي.[9]
- جائزة أفضل كتاب مطبوع محلي بمعرض الشارقة للكتاب 2009م عن كتاب زايد حبيب الأطفال [10]
- فائزة بالمركز الأول في جائزة القصة القصيرة للأطفال بوزارة الثقافة والشباب وتنمية المجتمع 2010.[بحاجة لمصدر]
- حائزة على جائزة أفضل مؤلف إماراتي في جائزة دبي الثقافية 2016 [بحاجة لمصدر]